# Wisentgehege Springe
Koordinaten: 52° 11′ 19,3″ N, 9° 36′ 15,9″ O
Das Wisentgehege Springe ist ein Wildpark im Süden der Region Hannover in der Nähe der niedersächsischen Stadt Springe. Auf dem 90 Hektar großen Gelände zwischen Eldagsen und Springe im Saupark Springe werden 109 Tierarten gehalten. Es zeigt regionaltypische Tiere im natürlichen Lebensraum der nördlichen Mittelgebirgsschwelle, deren Landschaft charakteristisch durch Eichen- und Buchenwälder, mit Erlenbrüchen, Teichen, Wiesen und Bächen ist. Die aus der Erhaltungszucht von Wisenten entstandene Anlage wurde für die Erhaltungszucht auch anderer stark gefährdeter Wildarten weiterentwickelt und dient heute, mittels verschiedener Einrichtungen wie Falkenhof und Wolfsgehege, besonders der Umweltbildung. Träger des Wisentgeheges sind die Niedersächsischen Landesforsten, eine Anstalt des öffentlichen Rechts.

## Lage
Das Wisentgehege befindet sich im Nordosten vom Staatsforst Saupark, den eine Natursteinmauer umgibt. Die sogenannte Sauparkmauer ist ein Kulturdenkmal. Es liegt in dem Landschaftsschutzgebiet LSG-H32.
Der Saupark Springe wird von der Landesstraße L 461 durchschnitten, die von Eldagsen nach Springe führt. Nördlich der L 461 befinden sich der Hallerbruch und das Wisentgehege Springe. Von der L 461 führt die Kreisstraße K 213 nach Alvesrode. Die K 213 trennt das Wisentgehege vom Hallerbruch, welche aber naturräumlich zusammengehören. Der Naturraum vom Saupark Springe umfasst im Wesentlichen den Kleinen Deister und den Nesselberg, an dessen Nordrand sich das Gehege befindet. Seit 1954 bilden der Kleine Deister und der Nesselberg ein als Saupark bezeichnetes, insgesamt rund 2500 ha großes Naturschutzgebiet, das den Saupark Springe ohne das Wisentgehege einschließt.

## Geschichte

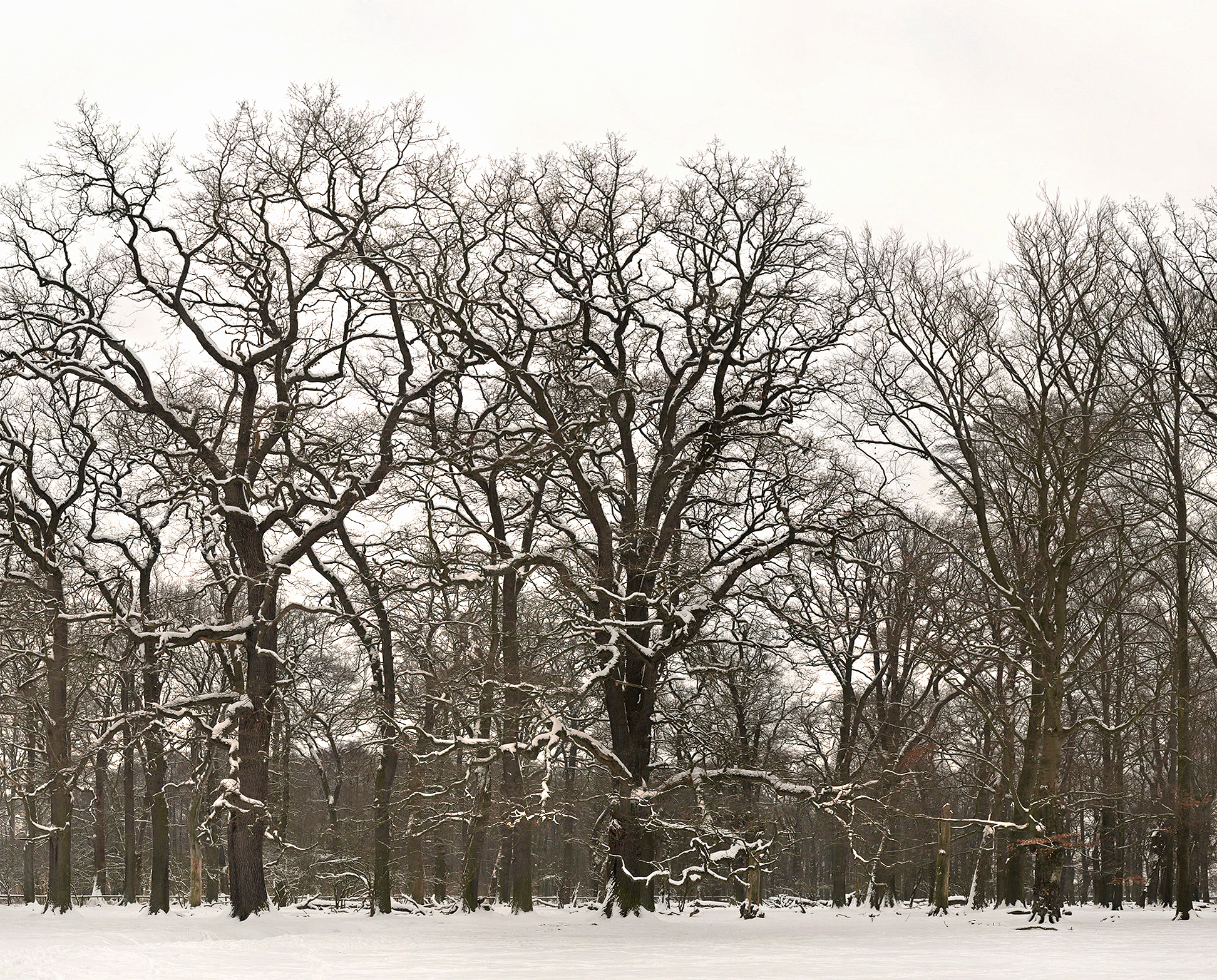
Verschneiter Hutewald im Wisentgehege Springe.

### 19. Jahrhundert

#### Ehemaliger Hutewald
Ursprünglich handelte es sich bei dem von der Kreisstraße K 213 zerschnittenen Waldgebiet des Wisentgeheges und des Hallerbruchs um einen großen Hutewald, in dem die Bewohner der umliegenden Orte früher ihre Schweine, Pferde, Ziegen und Kühe hüteten. So entstanden die einzelstehenden uralten Eichen und Buchen, die diese Parklandschaft prägen. Den Baumveteranen ist es zu verdanken, dass dieses Gebiet eine große Anzahl von sehr seltenen Tier- und Pflanzenarten beherbergt. Bestimmte Käferarten nutzen diese alten Bäume und deren Totholz als Biotop. Einer dieser Käfer, der Eremit (auch Juchtenkäfer genannt), hat hier seine größte Population in Niedersachsen. Da der Eremit in der Roten Liste als stark gefährdet gilt, ist er zusammen mit seinem Lebensraum unter Schutz gestellt. Das ist der Grund dafür, dass der Hallerbruch und das Wisentgehege als 212 Hektar großes Fauna-Flora-Habitat ein Bestandteil des europäischen Schutzsystems Natura 2000 geworden ist. Neben anderen Urwaldreliktarten, die früher nur in Urwäldern lebten, bietet der Hallerbruch auch Wildkatzen, vier Spechtarten, Fledermäusen und verschiedenen anderen Tierarten ein einzigartiges Rückzugsgebiet. Im Wisentgehege wurde im Jahr 2012 eine von Eremitenkäfern besiedelte Eiche mit Stahlseilen gesichert, um ihre Standsicherheit zu gewährleisten.

#### Ehemaliges Jagdrevier

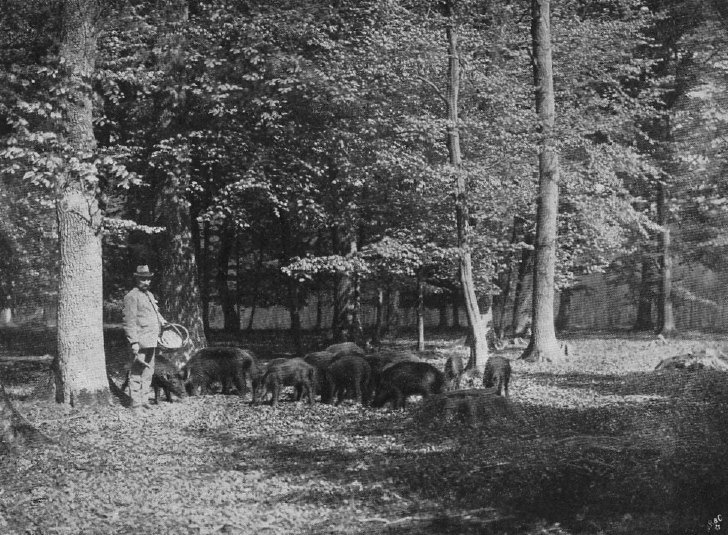
Fütterung von Wildschweinen im Kleinen Deister um 1909

Die Einrichtung des Sauparks Springe beruht auf einem Gerichtsurteil, das die hannoverschen Könige im 19. Jahrhundert zum Ersatz von Wildschaden und zur Verminderung des Wildbestandes verurteilte. Daraufhin wurde unter König Wilhelm IV. begonnen, ein Gehege am Kleinen Deister einzurichten. Dieses Gebiet war bereits seit Mitte des 17. Jahrhunderts königliches Hofjagdrevier. Als Einzäunung entstand zwischen 1836 und 1839 eine 16 km lange Kalksteinmauer. Das Baumaterial stammte aus ortsnahen Steinbrüchen. Die Sauparkmauer, die an zwei Seiten auch das Wisentgehege umgibt, steht unter Denkmalschutz; sie gilt als längstes Denkmal Niedersachsens.
Im Gehege wurde ein Wildbestand an Rotwild und Wildschweinen geschützt. König Ernst August von Hannover richtete 1837 hier seine Staatsjagd ein. Nach der Eingliederung des Königreichs Hannover in Preußen im Jahre 1866 war der Saupark weiterhin Hofjagdrevier, in dem Kaiser Wilhelm II. alle zwei Jahre königliche Treibjagden durchführen ließ. 1902 war der Krönungsplatz Ort des Duells zwischen dem Landrat Adolf von Bennigsen und dem Königlich– preußischen Domänenpächter Falkenhagen. Seit dem Zweiten Weltkrieg fanden dort Staatsjagden der niedersächsischen Ministerpräsidenten mit ihren Staatsgästen und verdienten Persönlichkeiten aus Niedersachsen statt. Das Land Niedersachsen verzichtete auf Staatsjagden im Jahr 2013.

#### Ehemaliger Duellplatz

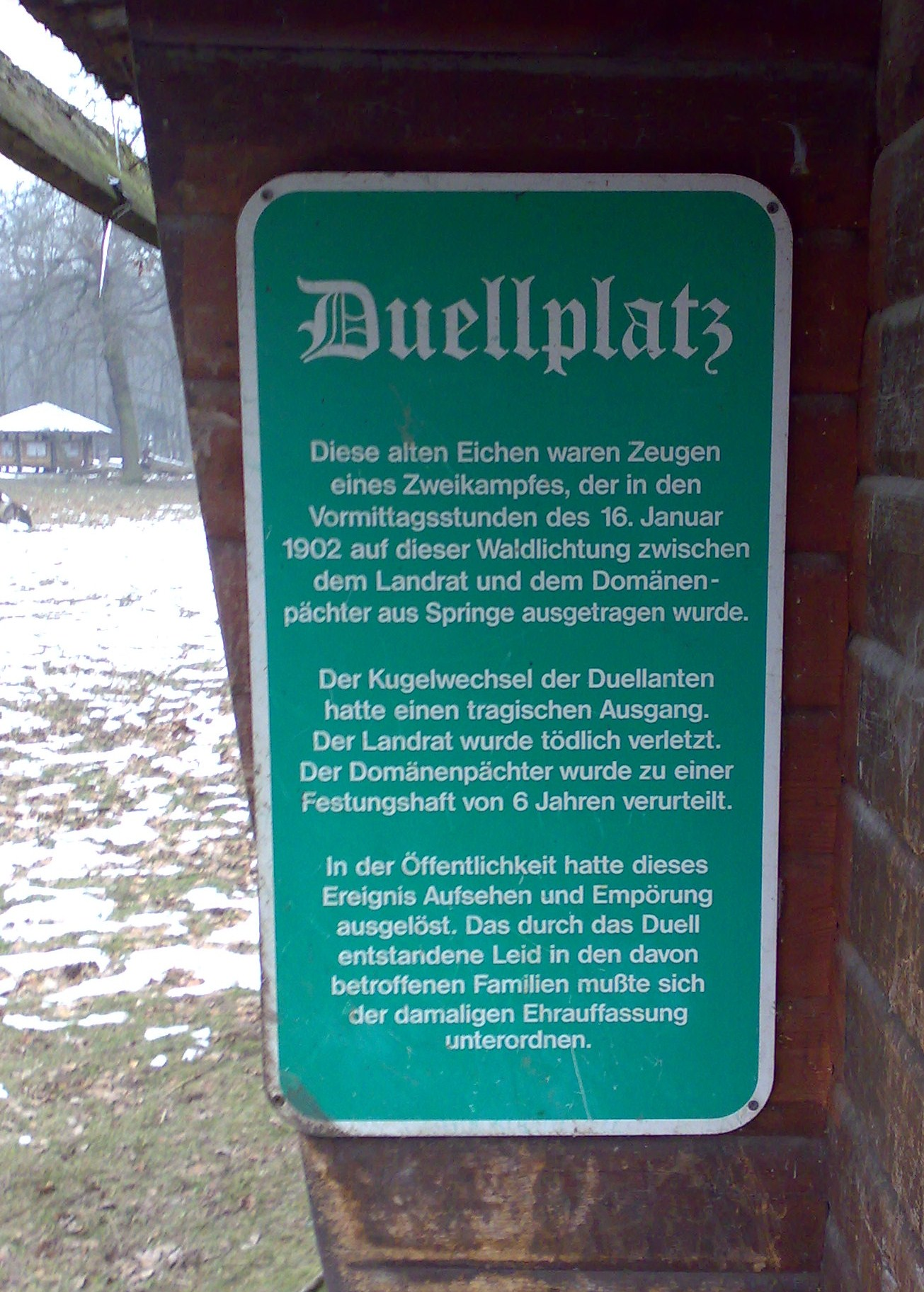
Hinweisschild am Duellplatz

Adolf von Bennigsen (1860–1902) war in Bennigsen Jurist, Gutsbesitzer und Landrat des Kreises Springe. 1890 heiratete er die elf Jahre jüngere Elisabeth von Schnehen und hatte mit ihr fünf Kinder. „Frivolitäten“ nach damaligem Sprachgebrauch führten dazu, dass er sich nach den damaligen Ehrvorstellungen genötigt sah, seinen wesentlich jüngeren Nachbarn, den Domänenpächter Oswald Falkenhagen, wegen Beleidigung zum Duell zu fordern. Das Duell auf Pistolen fand am Morgen des 16. Januar 1902 auf dem „Duellplatz“ im damals noch nicht gegründeten Wisentgehege statt. Die Bedingungen waren: Schusswechsel bis zur Kampfunfähigkeit bei einer Entfernung von 15 Sprungschritten. Der Sekundant Bennigsens war der Assessor Ernst Freiherr Langwerth von Simmern; Falkenhagen wurde von seinem Schwager sekundiert. Der Forderer Adolf von Bennigsen wurde vom Geforderten Oswald Falkenhagen beim dritten Schusswechsel in den Unterleib getroffen und brach dabei zusammen. Später wurde eine vierfache Ruptur des Darms durch die Kugel festgestellt. Adolf von Bennigsen wurde in einem Tragekorb zum Bahnhof in Springe und von dort mit der Eisenbahn nach Hannover gebracht, wo er im Krankenhaus der Henriettenstiftung am nächsten Tag an Komplikationen nach der Operation – durch Verblutung in der Bauchhöhle – verstarb. Er wurde von seiner Familie im Park des Gutes in Bennigsen beerdigt. An der Beerdigung nahm der Reichskanzler Bernhard von Bülow mit der gesamten Reichsregierung sowie die politische Prominenz der Provinz Hannover teil.
Adolf von Bennigsens Frau Elisabeth wurde von der Familie von Bennigsen als „casus belli“ verstoßen. Der „frivole Beleidiger“ Oswald Falkenhagen wurde im Februar 1902 von der Strafkammer I des Landgerichts Hannover in einem damals viel beachteten Schwurgerichtsprozess zur Festungshaft verurteilt. Strafmildernd wurde berücksichtigt, dass die Frau des Landrats vier Jahre älter als ihr Verehrer war und vom Gericht als die eigentlich Schuldige angesehen wurde. Die Duellpistolen, die der Landrat als Fordernder gestellt hatte, wurden im konkurrierenden Verfahren vor dem Femegericht eingezogen. Nach diesem Duell entstand in Deutschland mit der 1902 in Kassel gegründeten deutschen Anti-Duell-Liga der öffentliche Widerstand gegen diese Form der Satisfaktion.

### 20. Jahrhundert

#### Entstehung des Wisentgeheges
Im Jahr 1921 starb der letzte frei lebende Wisent in Polen. 1922 waren in der freien Wildbahn alle Wisentbestände erloschen, in Gefangenschaft lebten nur noch 56 reinblütige Wisente. 1923 gründeten polnische und deutsche Zoologen eine Gesellschaft, um Wisente vor dem Aussterben zu retten. Das Wisentgehege wurde 1928 unter Anleitung des Direktors des Berliner Zoos Professor Lutz Heck in der nordöstlichen Ecke vom Saupark Springe als Schutzgehege für die Zucht von Wisenten der Flachland-Kaukasus-Linie angelegt. Ziel der Einrichtung war es, den Wisent als größtes Säugetier in Europa vor dem Aussterben zu retten. Es war 1928 nicht möglich, an reinrassige Wisentkühe zu kommen, um eine Wisentherde im Wisentgehege zu gründen. So erfolgten die ersten Zuchtversuche mit dem Wisentstier Bernstein aus dem Zoo Berlin, der später Iwan genannt wurde, und mit drei amerikanischen Bisonkühen in Form einer Verdrängungszucht. Man versuchte durch Rückkreuzungen die Bisonerbanlagen zu verdrängen. Die Verdrängungszucht gelang sehr gut, und die Hybride (Bastarde) erwiesen sich als sehr widerstandsfähig. 1935 konnten reinrassige Wisentkühe aus dem Tiergarten der Schlossanlage Boitzenburg angekauft und die Zucht entsprechend umgestellt werden. Mit dem Wisentstier Bernstein und den reinrassigen Wisentkühen war danach eine reinblütige Zucht möglich. Die Hybride wurden 1935 abgegeben.
Besonders wichtig war die Begründung eines tuberkulosefreien Wisentbestandes. Ein Bullkalb und zwei Kuhkälber wurden gleich nach der Geburt von den Müttern getrennt und mit Ersatzmilch aus der Flasche von Hand aufgezogen. Diese Sonderzucht, 1965 bis 1967 streng getrennt von den übrigen Wisenten, bildete den neuen tuberkulosefreien Grundstock für die heutige Springer Herde. Bis zum Jahr 2010 wurden 323 reinblütige Wisente geboren, was erheblich zum bisherigen Überleben der Art beigetragen hat. Zur Vermeidung von Inzucht werden hier geborene Wisente gegen Wisente von anderen Standorten ausgetauscht. Bis 2012 wurden etwa 140 Wisente in Wiederansiedlungsprojekte, Zuchtstationen und Beweidungsprojekte abgegeben.

#### Ausbau zum Wildgehege
In den 1950er Jahren begann die Umwandlung des Wisentgeheges von einem Gehege für Wisente zu einem Wildgehege für Besucherverkehr. Friedrich Türcke, von 1957 bis 1978 Leiter des Forstamtes Saupark, setzte sich energisch für das Wisentgehege ein. Dass das Wisentgehege damals gegen mancherlei Widerstände erhalten blieb, war seiner Initiative zu verdanken. Den Leitern des Wisentgeheges Joachim Hennig (1972 bis 2003) und Thomas Hennig (seit 2003) ist es gelungen, das Wisentgehege zu modernisieren und zu einem attraktiven Wildpark umzugestalten.

#### KunstobjektKämpfende Wisente

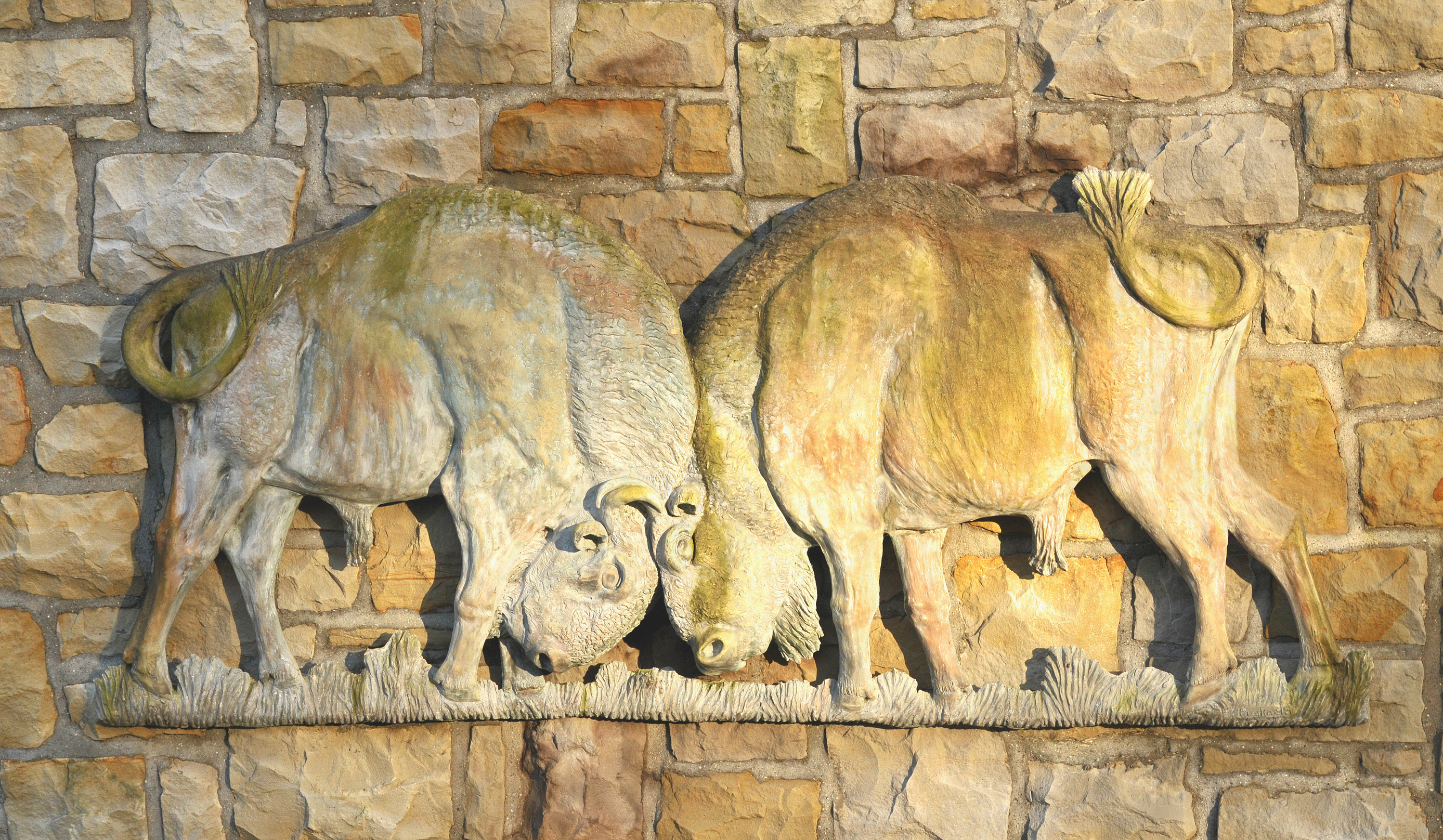
Im Jahr 1996 schuf der deutsche Künstler Gerd Pucka seine Skulptur Kämpfende Wisente für das Wisentgehege Springe.

Kämpfende Wisente waren das Markenzeichen des Wisentgeheges Springe. Das Wisentgehege Springe betreibt seit 1928 die Erhaltungszucht von Wisenten. Kämpfende Wisente locken die Besucher seitdem in das Wisentgehege. Der Führer durch das Wisentgehege vom Jahr 1994 zeigt kämpfende Wisente auf seiner Titelseite. Um dieses Markenzeichen dauerhaft sichtbar zu machen, beauftragten die Niedersächsischen Landesforsten im Jahr 1996 den Künstler Gerd Pucka, eine Skulptur von den kämpfenden Wisenten anzufertigen. Gerd Pucka schuf dafür eine zweieinhalb Zentner schwere Kunststoffplastik, deren Oberfläche bronziert ist, damit sie vor Witterungseinflüssen geschützt wird. Im November 1996 wurde die Skulptur in Anwesenheit des Künstlers und des damaligen Leiters des Wisentgeheges Joachim Hennig an der Außenmauer des Wisentgeheges angebracht. Das Kunstwerk befindet sich an der Stelle, wo die Kreisstraße K 213 nach Alverode von der Landesstraße L 461 nach Springe abzweigt. Neben der Skulptur Kämpfende Wisente steht die bronzene Inschrift „Wisentgehege“, und ein bronzener Richtungspfeil zeigt dem Autofahrer, in welcher Richtung sich der Parkplatz und der Eingang zum Wisentgehege befinden. Der Künstler Gerd Pucka wohnt in Otze (Burgdorf). Er ist Tierpräparator und war im Landesmuseum Hannover tätig. Er war Leiter des Hegeringes Burgdorf und veröffentlichte im Jahr 2000 das Lehrbuch der Tierpräparation. Im Jagdschloss Springe hat er sich maßgeblich am Aufbau der Jagdschau beteiligt.
Für die gleichnamige Doppelskulptur in Kaliningrad, dem ehemaligen Königsberg, siehe den Artikel Kämpfende Wisente.

### 21. Jahrhundert

#### Bauten zur Infrastruktur
Der Eingangsbereich mit dem Nachtausgang liegt gegenüber dem Parkplatz. Der Übergang über die Kreisstraße K 213 „Zum Saupark“ ist mit einer Fußgängerampel gesichert. Der Eingangsbereich wird durch ein über 200 m² großes Überdach gegen Sonne und Regen geschützt. Dort befindet sich die umweltpädagogische Spielstation. Links steht das Kassengebäude mit Gehegeshop, Lager- und Sozialräumen und Besuchertoiletten. Rechts befindet sich das Bürogebäude mit der zweiten Kasse für besucherstarke Tage.
Außerhalb dieses Besuchereinganges gibt es eigene Zufahrten für die Betriebsfahrzeuge. Die Wirtschaftsgebäude für die Tierpfleger befinden sich „hinter den Kulissen“. In den Jahren 2015–2017 wurde dort eine neue Betriebswerkstatt errichtet.

#### Bauten zur Tierhaltung
Am Bärenhaus wurde das neue Futterhaus angebaut. Auf rund 100 m² entstand ein Tiefkühlraum für Frischfleisch, ein Verarbeitungsraum mit Edelstahlarbeitsplätzen, ein Auftauraum, ein Raum für die Zucht der Futtertiere (Ratten, Mäuse, Meerschweinchen, Kaninchen) und ein gekühlter Defäkationsraum, in dem Fleischabfälle, die nicht verfüttert werden können, für die Tierkörperverwertung aufbewahrt werden. Der Tiefkühlraum wird für eingekauftes gefrorenes Rindfleisch und gefrorene Eintagsküken sowie für gefrorene Wildfleischabfälle aus dem Forstamt Saupark benötigt, die im Wisentgehege verfüttert werden. Das Gebäude wird mit der Abwärme der Kältemaschine beheizt. Im bisherigen Futterhaus entstanden Werkstätten für Handwerker und ein Behandlungsraum für Tiere. Im sogenannten Alten Wisentschuppen wurden 2010 Futtersilos gemauert. Dort wird für die Versorgung der Wildschweine und des Wassergeflügels Mais und Getreide eingelagert.
Die Bärenbrücke an der Anlage für Bären und europäische Wölfe wurde 2012 erneuert. Links von der Bärenbrücke entstand 2014 das von Besuchern begehbare Gehege für die Europäischen Wildkatzen. An der Stelle, an der sich bisher ihre Anlage befand, wird ein Erweiterungsbau für die Vielfraße entstehen, sobald die Mittel dafür zugesagt sind. Nach dem zweimaligen Ausbruch eines Elches aus dem Wisentgehege mussten in den Jahren 2011 bis 2013 die zu schwachen Außenzäune erneuert werden.
Es entstanden für das Wolfsprojekt getrennte Gehege für Timberwölfe und Polarwölfe und zahlreiche Nachtkammern und Wintervolieren für den Falkenhof. Eine offene Kleinraubtieranlage wurde geschaffen; dort befinden sich drei Minke, die Waschbären, die Frettchen (Bonny und Clyde), die Iltisse und die Marderhunde. Geplant ist eine Anlage für den Europäischen Nerz und ein Freilandterrarium für die Europäische Sumpfschildkröte, die Kreuzotter und die Ringelnatter.
Das kleine Aquarium mit Terrarium brannte völlig ab und wurde nicht wieder errichtet. Der als Ersatz vorgesehene Aquatop ist noch nicht finanziert. Das Wort Aquatop ist aus den Worten Aquarium und Biotop entstanden; denn das Bauwerk soll eine Einheit von Aquarium und Biotop erreichen. Der Gehegeleiter denkt an eine ansprechende Schau zur einheimischen Gewässerökologie à la „Bitterling braucht Muschel für seine Eier“.

#### Bauten zu Schulungszwecken

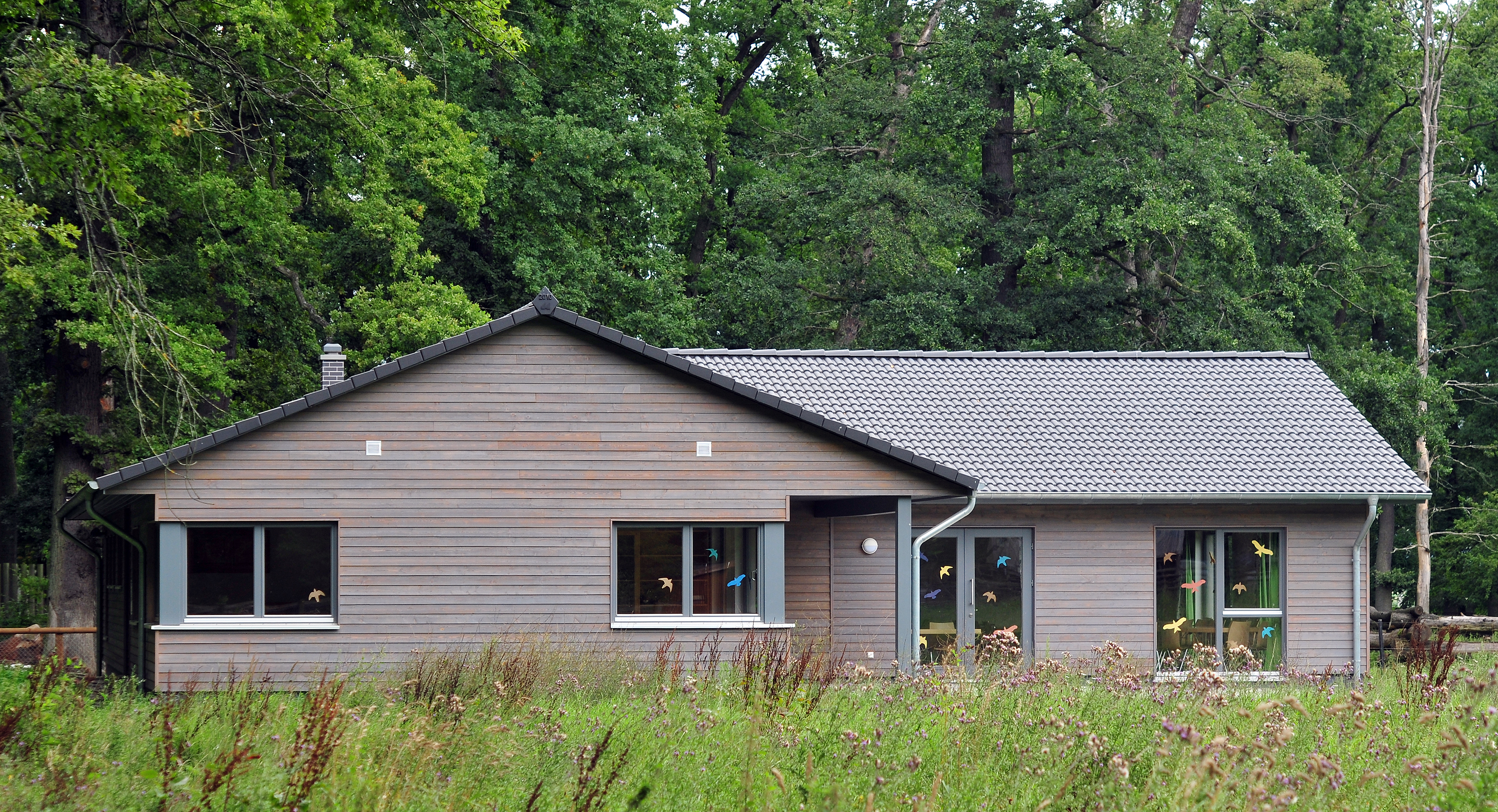
Das Heinz-Sielmann-Haus.

2010 wurde ein nach Heinz Sielmann benanntes Schulungsgebäude errichtet, in dem sich das Waldpädagogikzentrum befindet. Es wurde ebenso wie das Café Wild und das Kassenhaus des Wisentgeheges in Holzständerbauweise gebaut. Es enthält einen großen Multifunktionsraum für eine ganze Schulklasse mit separatem Laborbereich, einen Sanitärtrakt, eine Küche und zwei Büros für die Lehrkräfte sowie Lager- und Technikräume. Das Niedrigenergiehaus kostete etwa 300.000 € und wird mit Holzpellets beheizt. Der Technikraum ist im Gebäude so angeordnet, dass das Heizsystem mit Pellets von außen durch ein großes Fenster betrachtet werden kann.
Weitere Schulungsbauten wurden an verschiedenen Stellen des Wisentgeheges errichtet. Im Falkenhof steht eine mongolische Jurte, die die Ausstellung über die Beizjagd in Zentralasien beherbergt. Ein Informationspavillon am Ententeich zeigt einen Graureiherhorst. Eine Sammlung von verschiedenen Vogelnestern befindet sich in dem renovierten Aussichtsgebäude mit dem Namen Schöne Aussicht. Ein Panoramafenster ermöglicht dort den weiten Blick auf Sorraiapferde und Wisente der Flachland-Kaukasus-Linie. Außerdem wurde ein Insektenpavillon errichtet, der sich nahe der nicht mehr besetzten Biberanlage befindet. In dem Erweiterungsteil des Wisentgeheges befinden sich drei Bildungsstationen. Eine Quizstation zum Thema Fuchs, eine Infostation zum Verrotten von Abfällen und eine zum Thema Rehbock.

## Einrichtungen
Das Wisentgehege erfüllt für die Niedersächsischen Landesforsten den gesetzlichen Auftrag zur Umweltbildung. Um das Bildungsangebot auf das Besucherprofil ausrichten zu können, wurde 2001 eine Besucherbefragung durchgeführt. Einer ähnlichen 2012 durchgeführten statistischen Erhebung zufolge waren von rund 152.000 Besuchern des Wisentgeheges 70 Prozent Erwachsene und 30 Prozent Kinder. Jugendliche in dem Alter zwischen 14 und 24 Jahren waren kaum unter den Besuchern. Rund ein Viertel aller Besucher besuchte Veranstaltungen, darunter Firmenveranstaltungen und Familienfeiern. Im Wisentgehege einschließlich Falkenhof und Wolfsgehege arbeiteten in den Aufgabenbereichen Umweltbildung und Tierhaltung im Jahr 2013 insgesamt 24 Mitarbeiter. Im Jahr 2014 kamen fast 170.000 Besucher in das Wisentgehege.
Den flächenmäßig größten Anteil der Gesamtanlage macht die Haltung der Säugetierarten aus. Weitere Einrichtungen, die nicht nur Tiere darstellen, sondern die auch den Zusammenhang zwischen Arterhaltung und Lebensraum aufzeigen, sind:

### Falkenhof
Der Falkenhof ist seit 2002 eine Einrichtung des Wisentgeheges, die von dem Falkner Rouven Polep (seit 2004) und seinem Team geführt wird. Die Anlage steht inmitten des Wisentgeheges, ermöglicht die Besichtigung der ausgestellten Greifvögel und Eulen und den Besuch der moderierten Flugvorführungen.
Eine Auffangstation im Falkenhof übernimmt für das Wisentgehege die Pflege verletzter Greifvögel und Eulen und veranlasst die Auswilderung. Der Falkenhof beteiligt sich an Zuchtprogrammen für gefährdete Vogelarten und züchtet außerdem Vögel für den Falkenhof und für Privatfalkner. Die Zuchtstation dafür wurde im Jahr 2007 gebaut.
Der Falkenhof unterstützt den Deutschen Falkenorden. Angehende Falkner, die am Jägerlehrhof in Springe die staatliche Prüfung ablegen möchten, besuchen während ihres Lehrgangs den Falkenhof. Eine Kooperation besteht zwischen dem Falkenhof und der Tierärztlichen Hochschule Hannover. Untersucht wird der Einfluss des Flugtrainings auf die Durchblutung der Fänge. Es geht dabei um neue Therapiemöglichkeiten der Bumblefoot-Erkrankung (Pododermatitis). Seit April 2005 unterstützt der Falkenhof den Fotoworkshop, der zweimal im Jahr stattfindet.
Der Falkenhof wurde 2002 von dem Ehepaar Kristin und Wolfgang Krischke gegründet, die inzwischen die Fürstliche Hofreitschule Bückeburg betreiben. Im Mai 2004 wurde Rouven Polep von der Familie Krischke als Berufsfalkner eingestellt. Nach kurzer Zeit führte er den Falkenhof eigenverantwortlich. Als Mitte 2006 feststand, dass die Familie Krischke den Falkenhof nicht weiterführen wollte, machte sich Rouven Polep dort selbständig. Er unterzeichnete die Verträge als Subunternehmer mit den Niedersächsischen Landesforsten und wurde Ende 2006 Inhaber der Falknerei. Er vergrößerte den Greifvogelbestand von 20 auf rund 70 Tag- und Nachtgreife, viele aus eigener Zucht, baute die Zuchtanlage und errichtete Nachtkammern und Wintervolieren. Die Tiere werden teils in Volieren und teils in Flugdrahtanlagen gezeigt. In diesen Anlagen kann sich der Vogel frei bewegen und seine Sitzposition nach seinen eigenen Bedürfnissen verändern. An Flugdrahtanlagen können die Besucher den Greifvögeln nahe kommen und sie mit einem ungehinderten Blick betrachten. 17 neue Volieren wurden 2012 fertiggestellt. Damit wurden dort alle als Provisorien im Jahr 2002 errichteten Altanlagen ersetzt.

### Wolfsprojekt

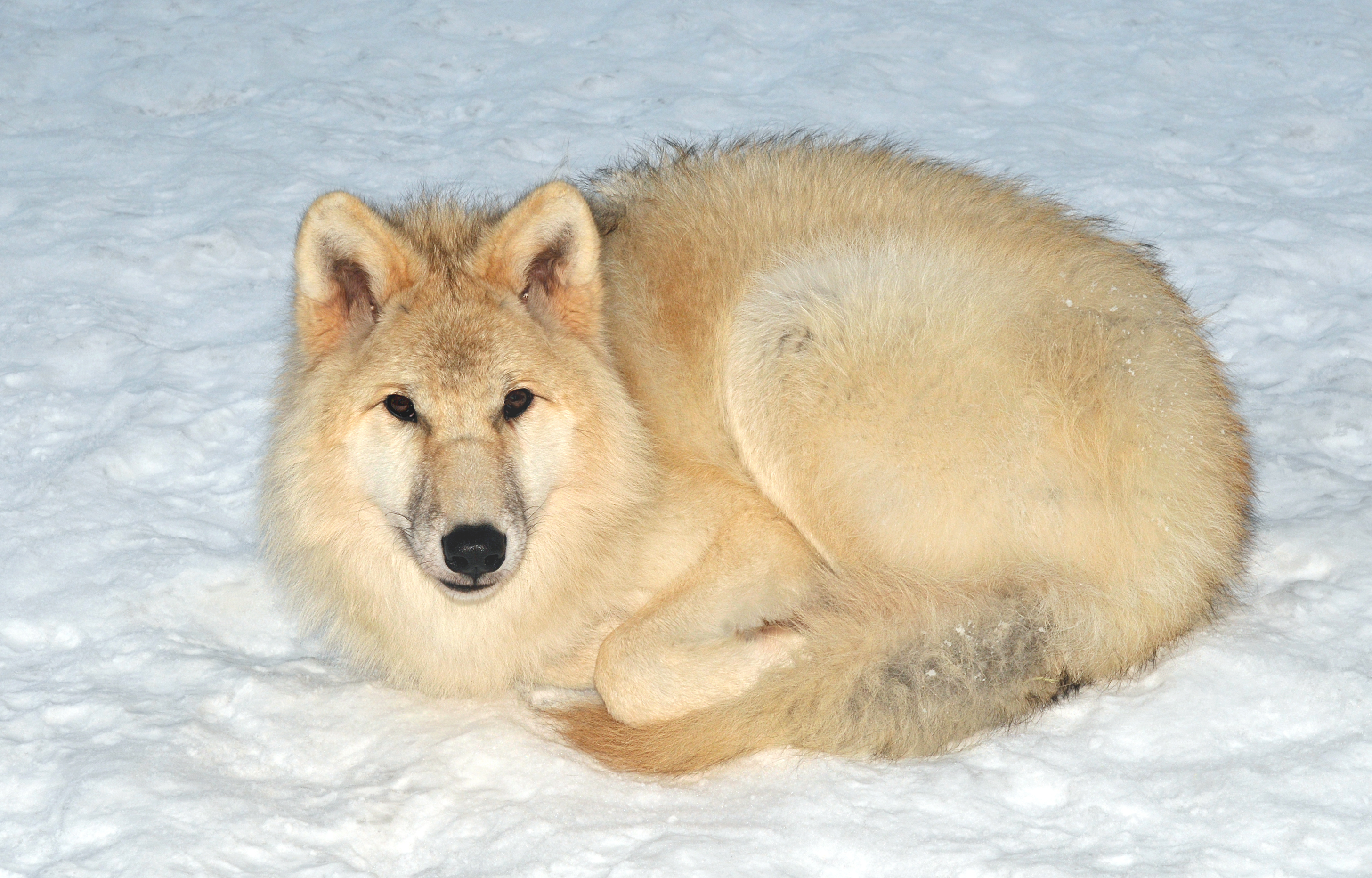
Polarwolf im Wolfsgehege.

Im Jahr 2010 entstand das Wolfsgehege für die mit der Hand aufgezogenen Timberwölfe in einer Größe von 2000 m². Es ist mit einem zweieinhalb Meter hohen Doppelstabzaun umgeben, unter dem bis zu einer Tiefe von anderthalb Metern Baustahlmatten eingesetzt sind, damit sich die Wölfe nicht unter dem Zaun hindurchgraben können. Im Jahr 2013 entstand ein zweites großes Wolfsgehege für die mit der Hand aufgezogenen Polarwölfe. Bis dahin lebten die Polarwölfe bei den Timberwölfen. Zusätzlich gibt es ein kleines Gehege für kranke Wölfe.
Seit dem Mai 2010 arbeitet Matthias Vogelsang mit seiner Frau Birgit Vogelsang als Selbständiger mit vier Timberwölfen und seit August 2012 auch mit fünf Polarwölfen im Wisentgehege. Er hat die Wölfe zusammen mit seiner Frau zu Hause von Hand aufgezogen und leitet das Rudel als Ranghöchster dauerhaft im Wisentgehege. Für die Besucher bietet das die einmalige Gelegenheit, Wölfe aus unmittelbarer Nähe zu erleben. Matthias Vogelsang berichtet in seinen regelmäßigen Präsentationen über die Tiere, ihre Entwicklung und über sein Zusammenleben mit den Wölfen. Zu den Angeboten gehören außerdem offene Wolfsabende mit hunderten Gästen und private Wolfsabende in kleinerem Kreis, Managerseminare, die Fotostunde und der Waldspaziergang mit einem Wolf. Sieben TV-Beiträge wurden bis 2012 von ZDF, RTL, NDR und KIKA ausgestrahlt.
Das Projekt ist unabhängig von der seit vielen Jahren bestehenden Wolfshaltung mit dem Rudel der Eurasischen Wölfe, das seine Anlage mit den Bären teilt.

### Waldpädagogikzentrum

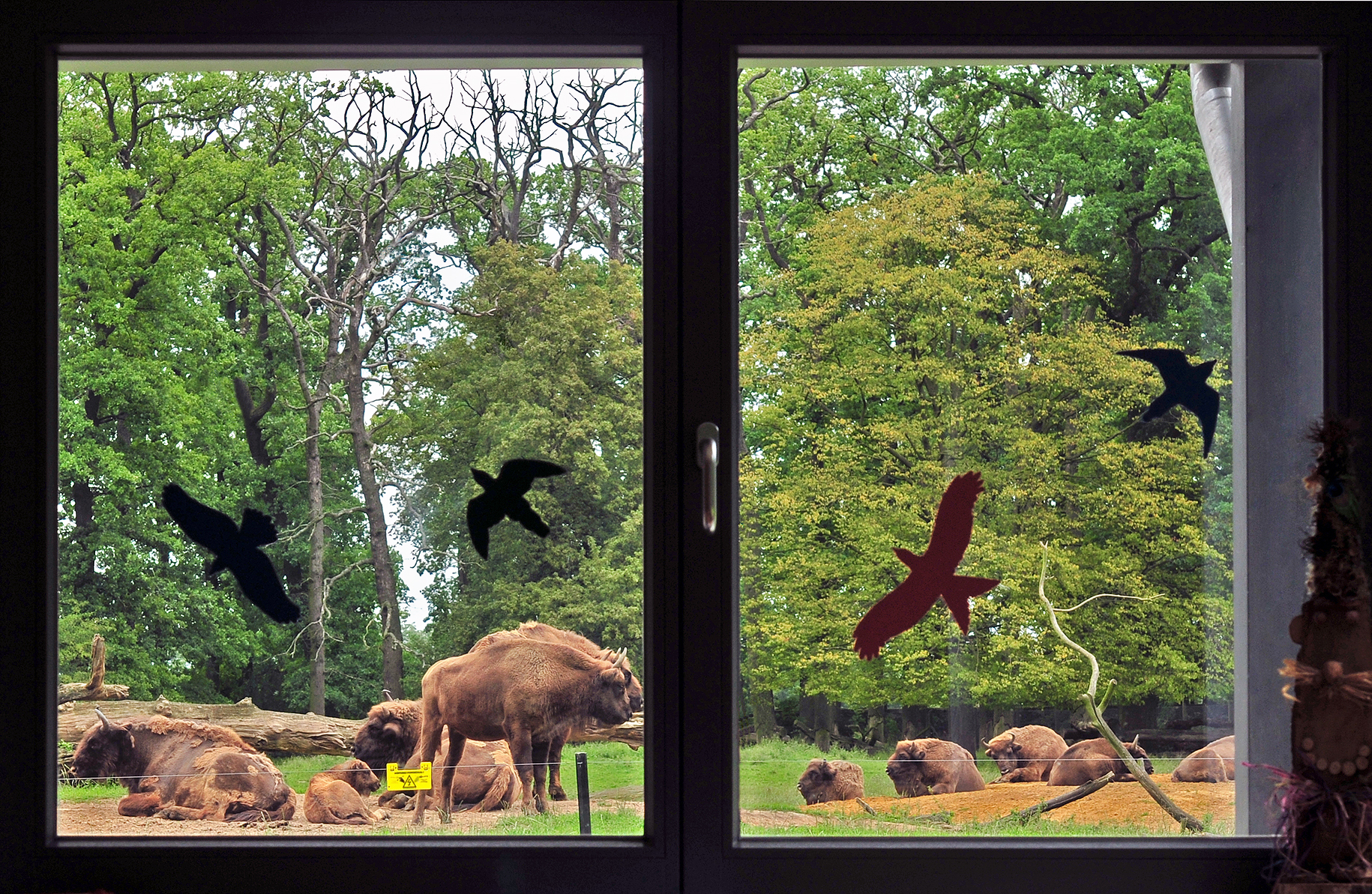
Blick aus dem Heinz-Sielmann-Haus.

Im Wisentgehege befindet sich rechts neben der Streichelwiese das Heinz-Sielmann-Haus, in dem das Waldpädagogikzentrum Wisentgehege seine Arbeit für die Region Hannover durchführt. Die Fenster lenken den Blick auf Wisente und auf Wildschweine. Auf dem Grundstück sind in Zusammenarbeit mit der Heinrich-Göbel-Realschule Springe verschiedene Biotope entstanden, in denen kleine Wildtiere ihre Lebensräume finden.
Das Waldpädagogikzentrum Wisentgehege ist seit dem 1. Januar 2010 eine thematische Erweiterung der früheren Gehegeschule. Schüler sollen nicht nur Tiergehegepädagogik erfahren, sondern auch den Lebensraum Wald erkunden. Über 3600 Personen, überwiegend Kinder, sind im Jahr 2012 in dem Waldpädagogikzentrum umweltpädagogisch betreut worden. Cornelia Trippke, pädagogische Leiterin der Gehegeschule im Wisentgehege, hat einen Kollegen, der für den Bereich Wald zuständig ist: Hans-Jürgen Thies vom Forstamt Fuhrberg.
Das Team des Waldpädagogikzentrum Wisentgehege bietet den Schulklassen und Kindergruppen, die im Rahmen einer Klassenfahrt oder Kinderfreizeit das Wisentgehege besuchen, ein reichhaltiges Programm. Das altersgerechte Bildungsangebot ist thematisch breit gefächert und reicht von Tierworkshops, Aktionstagen, Erkundungsrundgängen bis hin zu Ferienpassaktionen und Kindergeburtstagen.
Auch über die Grenzen des Standortes Springe hinaus bietet das Waldpädagogikzentrum zielgruppengerechte Angebote für Schulklassen, Kinder- und Jugendgruppen in Wäldern der Region Hannover und im Raum Hildesheim an. Das Bildungsangebot reicht von Walderlebnisführungen, Waldaktionstagen bis hin zu speziellen Schulprojekten. Für Privatpersonen werden Familienevents und Kindergeburtstage gestaltet.
Das Waldpädagogikzentrum ist zugleich eine Informations- und Beratungsstelle für Lehrkräfte und stellt ihnen zoopädagogische Materialien und Handreichungen zur Verfügung, die die Vorbereitung und die Durchführung des Besuchs im Wisentgehege erleichtern. Zusätzlich werden auch Multiplikatorenschulungen und Seminare für Lehrerkollegien angeboten.

### Pilz-Lehrwald
Im Wisentgehege befindet sich seit dem Oktober 1999 ein Pilz-Lehrwald, durch den ein Lehrpfad verläuft. Der Lehrpfad informiert über Pilze, die in Wäldern am Boden, auf Bäumen und auf Totholz wachsen.
Neben alten Eichen und Buchen des ehemaligen Hutewaldes finden sich im Lehrwald zusätzliche Baumarten. Kleinbiotope begünstigen die Ansiedlung einheimischer Pilzarten. Während des Jahres lassen sich die Wechselwirkungen zwischen Pilzen und anderen Pflanzenarten beobachten. Über Jahre hinweg kann man die Abbauvorgänge von holzzersetzenden Pilzen an Altholz und Wurfholz und das zeitlich versetzte Auftreten verschiedener Pilzarten an dem gleichen Standort verfolgen.
Bebilderte Schilder an den Standorten der Pilze, ein Bienenstand (2013 ohne Bienen) und ein Schutzhaus mit Informationstafeln bieten zusätzliche Informationen an.
Die „Pilzgruppe“ des Fördervereins organisiert seit 2000 jährlich beim Hubertusfest eine Pilzausstellung.

### Vogelvolieren
Volieren schützen die hier lebenden Vögel vor Waschbären und Greifvögeln. Die große Vogelvoliere ist ein Holz-/Draht-Bauwerk, das neben Wasservögeln und Großvögeln auch die Äskulapnatter beherbergt. Zu den Großvögeln gehören Pärchen vom Blauen Pfau, Kranich, Schwarzstorch und Weißstorch und zu den Wasservögeln auch Pärchen von der Brandgans und der Rostgans. Die Einrichtung befindet sich in der Nähe des Besuchereingangs. Daneben gibt es im Nordosten des Wisentgeheges Vogelvolieren für Pärchen des Steinadlers und des Uhu. Im Falkenhof stehen die Volieren für die Greifvögel, die Falkenartigen und die Eulen.

## Erhaltungszucht
Eine weitere wesentliche Aufgabe des Wisentgeheges besteht darin, das Überleben gefährdeter Tierpopulationen durch Erhaltungszucht und durch Abgabe geeigneter Tiere an Wiederansiedlungsprojekte zu sichern. Zu diesen Tierarten gehören neben dem Wisent auch das Przewalskipferd, der Mesopotamische Damhirsch, das Sorraiapferd (bis 2009), der Vielfraß, der Uhu und die Wildkatze.
Das Wisentgehege hat sich bisher mit der Abgabe von Przewalski-Pferden am Erhaltungszuchtprogramm beteiligt. Das Wiederansiedlungsprojekt in der Mongolei beherbergt zurzeit 320 Przewalski-Pferde. Auch Pferde aus dem Wisentgehege wurden in der Mongolei ausgewildert. In den Jahren 2012 und 2013 wurde jeweils eine im Wisentgehege geborene Stute zusammen mit drei anderen Przewalski-Pferden von Prag aus in tschechischen Militärflugzeugen in die Mongolei geflogen. Das Wisentgehege möchte den Transport eines weiteren Przewalski-Pferdes nach China oder in die Mongolei aus Spendenmitteln finanzieren. Der Flug eines Pferdes in die Mongolei kostet 30.000 US-Dollar.
Das Wisentgehege hat einen erheblichen Anteil an der Rettung des Uhus, der inzwischen wieder stabile Bestände in Deutschland aufgebaut hat. Circa 300 Jungvögel, zum Teil aus eigener Zucht, sind hier auf ein Leben in Freiheit vorbereitet und dann in die Freiheit entlassen worden. In den Jahren 1997 bis 2012 beteiligte sich das Wisentgehege an der Erhaltungszucht des Europäischen Nerzes.
Das Wisentgehege dient als offizielle Auffangstation für Greifvögel und Eulen. Sieben Volieren stehen im Hintergrund bereit, um geschwächten, verletzten oder verwaisten Greifvögeln und Eulen zu helfen. Ziel ist ihre Auswilderung. Sollte das nicht möglich sein, werden die Tiere an zoologische Einrichtungen weitergegeben. Weiterhin ist das Wisentgehege eine Ausbildungsstätte für Tierpfleger.

### Zucht der Wisente
2014 lag der Weltbestand an reinblütigen Wisenten laut Zuchtbuch bei etwa 5200 Individuen, von denen etwa zwei Drittel in der freien Wildbahn oder in Großreservaten leben. Ziel ist ein weltweiter Bestand von 10.000 Wisenten. Dabei soll die Inzucht gering und die genetische Vielfalt möglichst hoch gehalten werden. Eine besondere Gefährdung der Wisente ist die Blauzungenkrankheit, der in Deutschland im Jahr 2007 etwa 50 Wisente zum Opfer gefallen sind. Alle Wisente werden in dem Weltwisentzuchtbuch, das im Białowieża-Nationalpark geführt wird, registriert. Die Namen der Wisente von der Flachland-Kaukasus-Linie aus der Springer Zucht tragen die Anfangsbuchstaben Sp für Springe. Die Namen der in Springe geborenen Wisente der Flachland-Bialowieża-Linie beginnen mit De für Deister. Bereits an dem Namen wird deutlich, aus welcher Zucht die Wisente stammen und welcher Zuchtlinie sie angehören.

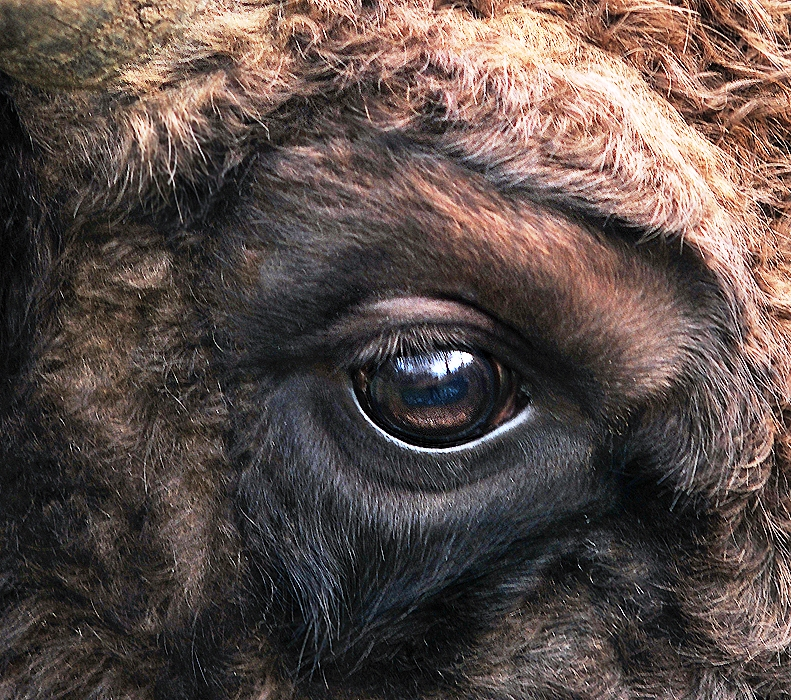
Rechtes Auge des Wisents der Flachland-Kaukasus-Linie mit querovaler Pupille im Wisentgehege Springe

Die Erfassung der Tierbestände im Wisentgehege geschieht in der internationalen Datenbank Species 360. Hier sind die wichtigen Informationen über sämtliche Tiere des Wisentgeheges gespeichert und für die anderen Tierparks zugänglich. Dadurch ist das Wisentgehege mit Tierparks weltweit vernetzt, die Tiere für ihre Zucht benötigen. So findet ein reger Austausch der Tiere mit anderen Zuchtstätten statt, der eine Degeneration der Bestände verhindert. Seit 1995 gibt es ein Europäisches Erhaltungszuchtprogramm für die Wisente, dem auch die Zucht im Wisentgehege Springe angehört.
Das Wisentgehege Springe ist seit dem 25. März 2010 eines von vier Regionalzentren in der Europäischen Zuchtorganisation European Bison Conservation Center (EBCC) zur Betreuung der Wisentzucht in Deutschland. Als Regionalzentrum Nord ist das Wisentgehege zuständig für Niedersachsen, Schleswig-Holstein, Hamburg und Bremen. Das Wisentgehege Springe setzt in der Wisentzucht Maßstäbe und Thomas Hennig schrieb dazu 2012:

„Im Wissen über die Genetik unserer Tiere, im Kennen aller einzelnen Wisente im Bestand und in der dauerhaften, lebenslangen Markierung der Wisente haben wir eine Vorreiterrolle. Die in den nächsten drei Jahren vorgesehene genetische Vollerfassung aller deutschen Wisente geht in der Idee und in der unmittelbaren finanziellen Umsetzung auf unser Engagement zurück.“

Die Wisent-Population bestand in Europa aus zwei Unterarten: zum einen aus dem Bergwisent (Bison bonasus caucasicus) und zum anderen aus dem Flachlandwisent (Bison bonasus bonasus). Der Bergwisent ist ausgestorben und existiert heute nur noch als Mischform mit dem Flachlandwisent. Alle Nachfahren des Wisentbullen Kaukasus, des damals letzten reinblütigen Vertreters des Bergwisents (Zuchtbuch Nr. 100: Kaukasus), gehören der Flachland-Kaukasus-Linie (LC) an; sie sind Unterarthybriden. Alle Wisente, die nicht auf den Wisentbullen Kaukasus zurückgehen, gehören der Flachland-Bialowieża-Linie an und sind somit reinblütig erhaltene Wisente der Unterart Flachlandwisent (Bison bonasus bonasus). Die beiden Linien werden aus genetischen Gründen völlig isoliert voneinander gezüchtet.
In der Wisentzucht unterscheidet man deshalb zwei Zuchtlinien: die reinblütige Flachland-Bialowieża-Linie (Bison bonasus bonasus) und die Flachland-Kaukasus-Linie (Bison bonasus caucasicus), die aus einer Kreuzung des Flachlandwisent mit dem Bergwisent entstanden ist. Es gab 2009 weltweit ca. 1500 Wisente der Flachland-Bialowieża-Linie und ca. 2500 Wisente der Flachland-Kaukasus-Linie (LC).
Im Wisentgehege wurden seit 1928 ausschließlich Wisente der Flachland-Kaukasus-Linie gehalten und gezüchtet. Im Jahr 2011 befanden sich hier zwölf männliche und 13 weibliche Tiere der Flachland-Kaukasus-Linie. Seit dem 3. Juli 2012 werden hier auch Wisente der seltenen Flachland-Bialowieża-Linie gehalten und gezüchtet. Der Bulle Pawik stammt aus dem Białowieża-Nationalpark. Die Wisentkühe Durana und Dusty kamen aus dem Zoo Duisburg und drei weitere Wisentkühe Usara, Usanja und Uslania aus Usedom. Neben dem Wisentgehege Springe gibt es in Deutschland noch das Wisentgehege Hardehausen, das sowohl Wisente der Flachland-Kaukasus-Linie wie auch Wisente der Flachland-Bialowieża-Linie züchtet.
Das Wisentgehege besitzt insgesamt 36 Wisente in 4 Herden. Zur Flachland-Kaukasus-Linie gehören die Zuchtgruppe bei dem Waldpädagogikzentrum (WPZ), die Jugendgruppe hinter dem Rotwild links vor der Sauparkmauer und die Bullengruppe an der Schönen Aussicht. Zur Flachland-Bialowieża-Linie gehört die vierte separat gehaltene Wisentgruppe zwischen dem Weg hinter dem Elchgehege und dem Weg vor der Schönen Aussicht (Stand Januar 2015).

### Zucht der Sorraia
Sorraias sollen eine ehemals verwilderte Pferderasse aus dem Gebiet des Sorraia-Flusses in Portugal darstellen. Der portugiesische Zoologe und Hippologe Ruy d’Andrade begründete die Zucht der Pferderasse Sorraia, nachdem er eine Herde nach seiner Meinung wild lebender Pferde nahe dem namensgebenden Fluss Sorraia ausmachte. Ruy d’Andrade hielt diese Pferde für Vorfahren der Andalusier und Lusitanos, was durch einige genetische Untersuchungen belegt werden konnte, von anderen jedoch widerlegt wurde.

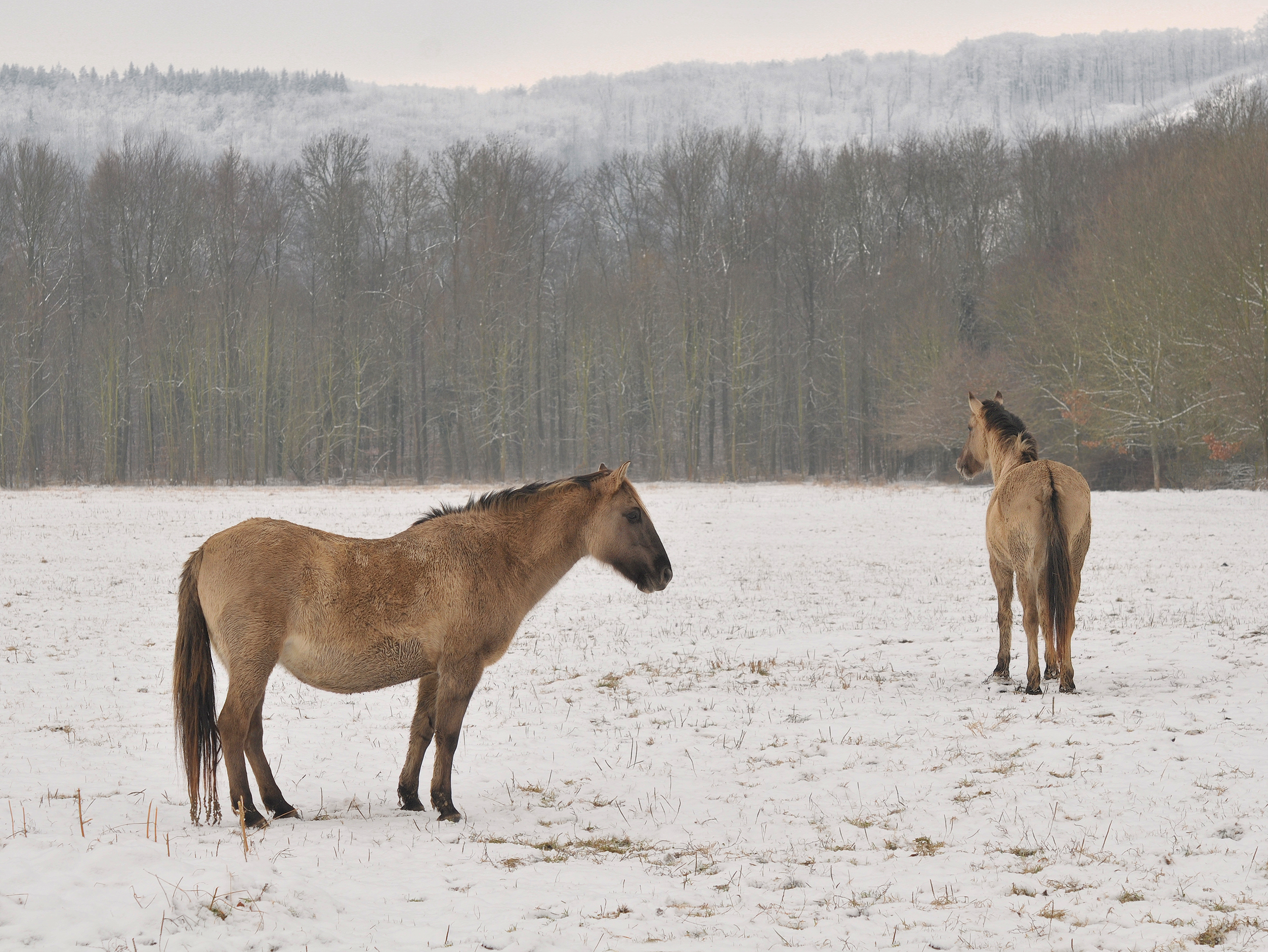
Zwei Sorraiapferde an der Schönen Aussicht im Wisentgehege.

Er begann 1937 ein Erhaltungszuchtprogramm mit einem Bestand von drei Hengsten und sieben Stuten, davon eine tragend von einem unbekannten Hengst. 1948 wurde als letztes Fremdblut ein grauer, stark zebrierter, aus Argentinien importierter Criollo hinzugefügt. Der Fortbestand der Rasse gilt als stark gefährdet durch die geringe Zahl, die zerstreuten Bestände, die enge Verwandtschaft und die daraus resultierenden Mängel an Vitalität und den in jüngster Zeit erfolgten Exporten von Zuchttieren nach Amerika zur Weiterzucht von Spanish Mustangs. Der portugiesische Pferdezuchtverband betreut die Sorraias wie eine Pferderasse und nicht im Sinne ihres Entdeckers und Erhalters Ruy d’Andrade. Das Überleben der Sorraia, von denen es laut Hennig im Jahr 2013 weltweit nur noch rund 150 Tiere gibt, ist stark gefährdet.
In der aktuellen zoologischen Lehrmeinung in Deutschland handelt es sich bei Sorraiapferden nicht um Wildpferde, sondern um verwilderte Hauspferde. Das ist der Grund dafür, dass Sorraiapferde in Deutschland nur im Wisentgehege Springe und sonst in keinen zoologischen Gärten und Wildgehegen gehalten werden. Im Gegensatz zu der aktuellen zoologischen Lehrmeinung geht das Wisentgehege laut Gerhard Freutel wie Ruy d’Andrade davon aus, dass es sich bei den Sorraiapferden um Südiberische Wildpferde handelt, die bei dem namensgebenden Fluss Sorraia im Süden der Iberischen Halbinsel offensichtlich reinblütig überlebt haben. Sie waren die Urahnen der American Sulphur, die von Christoph Kolumbus auf den Schiffen nach Amerika mitgenommen und vor der Rückkehr nach Europa in Amerika freigelassen wurden. Gerhard Freutel vom Förderverein schreibt im Mai 2012: „Im Wisentgehege Springe gibt es seit 1997 eine Herde von bis zu 15 Tieren. Die ersten Pferde sind damals in Portugal gekauft und vom Förderverein finanziert worden. Die Herde hat sich trotz schwieriger Bedingungen in der Zucht gut entwickelt. Die formale Zusammenarbeit mit dem Zuchtbuch, das in Lissabon geführt wird, ist sehr schwierig und der wesentliche Grund, weshalb im Wisentgehege zurzeit auf eine Zucht verzichtet wird. Bis zu unserem vorübergehenden Zuchtstopp in 2009 wurden 23 Fohlen in Springe geboren.“ Im Juni 2013 bekam die Sorraia-Stute Elvira erstmals ein Fohlen. Zur Herde gehörten zu diesem Zeitpunkt 13 Pferde, gezüchtet wird mit zwei Stuten.
Die Sorraiapferde wurden im Wisentgehege ursprünglich in dem Waldgebiet gehalten, das zwischen dem Weg hinter dem Elchgehege und dem Weg vor der Schönen Aussicht liegt und jetzt für die Zucht der Wisente aus der Flachlandlinie verwendet wird. Die Sorraiaherde befindet sich seit dem Herbst 2011 auf der großen östlichen Weide an der Schönen Aussicht. Auf der sonnigen Weidefläche ist die Zahl der Kriebelmücken geringer als am früheren überwiegend bewaldeten Standort der Herde. Die Sorraiapferde reagieren auf Kriebelmücken allergisch und erhalten dann das Sommerekzem.

## Tierbestand
Der Tierbestand des Wisentgeheges Springe umfasst derzeit 111 Arten, die in der nachfolgenden Übersicht zusammengestellt sind.

### Säugetiere
| - Braunbär - Elch - Eurasischer Fischotter - Europäischer Mufflon - Europäische Wildkatze - Eurasischer Luchs | - Eurasischer Wolf - Frettchen - Iltis - Kamerunschaf - Karibu (Rentier) - Marderhund | - Mink - Polarwolf - Mesopotamisches Damwild - Przewalski-Pferd - Ouessantschaf - Rotwild - Sikawild | - Sorraiapferd - Timberwolf - Vielfraß - Waschbär - Wildschwein - Wisent - Zwergziege |

### Vögel
| - Bartkauz - Andenbussard - Blauer Pfau - diverse Enten - Europäischer Seeadler - diverse Gänse - Habicht - Habichtskauz - diverse Hühner - Königsraufußbussard | - Kappengeier - diverse Kraniche - Lannerfalke - Mäusebussard - Mönchsgeier - Rotfußkauz - Rotmilan - Sakerfalke - Schleiereule - Schneeeule | - Schreiseeadler - Schwarzmilan - Schwarzstorch - diverse Singschwäne - Sperber - Sperbereule - Sperbergeier - Sperlingskauz - Steinadler - Steinkauz | - Steppenadler - Turmfalke - Uhu - Waldkauz - Waldohreule - Wanderfalke - Weißkopfseeadler - Weißstorch - Wespenbussard - Wüstenbussard |

### Reptilien
| - Abgottschlange - Äskulapnatter - Ringelnatter - diverse Schildkröten |

Ein provisorisches Terrarium für die Äskulapnatter befindet sich in der großen Vogelvoliere.

### Insekten
- Unter anderem der Eremit

## Regelmäßige Veranstaltungen

### Vorführungen und Workshops

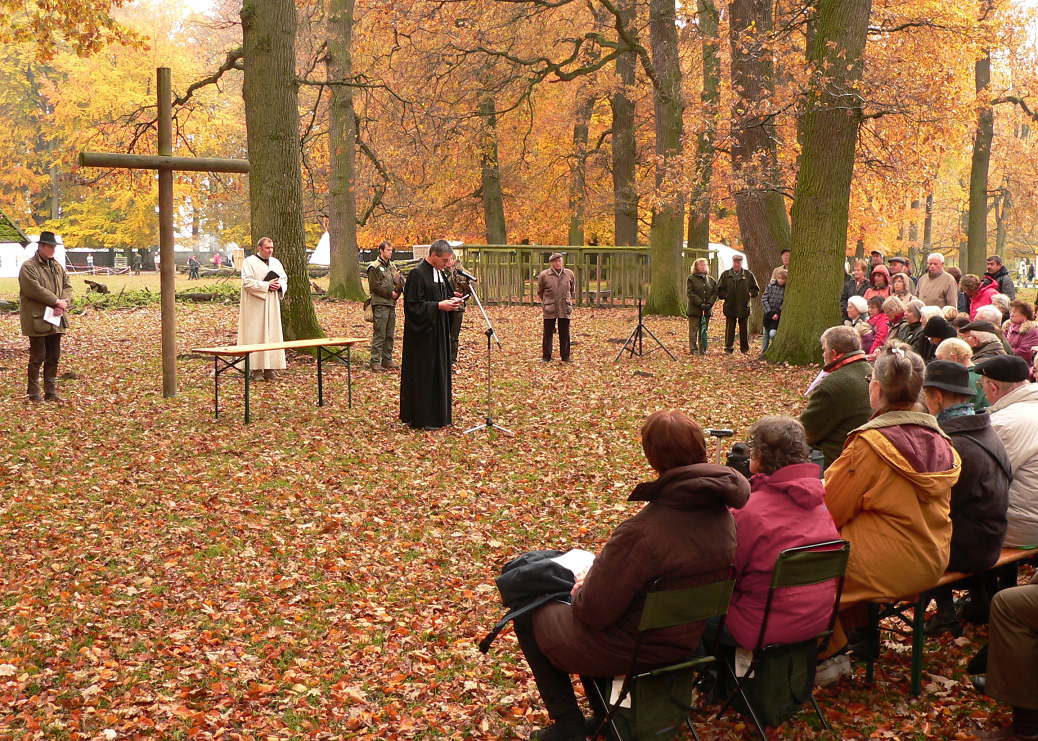
Ökumenische Hubertusmesse im Wisentgehege

Um den Tierpark für den Besucher attraktiv zu machen und die Umweltbildung lebendig zu gestalten, werden verschiedene Veranstaltungen durchgeführt. Zu den regelmäßigen Terminen außerhalb des Winters gehören Flugvorführungen in einer Greifvogelschau mit unterschiedlichen Greifvögeln auf dem im Wisentgehege befindlichen Falkenhof, Präsentationen der Polarwölfe und Timberwölfe und Schaufütterungen verschiedener Tierarten wie Fischotter, Wölfe und Bären.
Jährlich wiederkehrende Attraktionen sind: der Osterspaß für Kinder, der Bockbieranstich, die Walpurgisnacht für Kinder, das Tiermärchenfest, das Mittsommernachtsfest, das Kinderfest, die Rotwildwoche mit den Führungen zur Brunft des Rotwildes, das Kürbisfest, die Wolfsabende und das Hubertusfest mit der Hubertusmesse (Stand: 2014).
Im Falkenhof und Wisentgehege finden mehrtägige Workshops zur Tierfotografie statt. Angehende Tierfotografen bekommen die Möglichkeit, einige Tierarten im Wisentgehege unter fachkundiger Anleitung zu fotografieren. Vermittelt werden Theorie und Praxis, und es gibt auch die Möglichkeit, fliegende Greifvögel zu fotografieren.
Zusätzliche Angebote für Kinder sind der Barfußweg, die Bollerwagen, das Waldpädagogikzentrum, die Grillhütte für Kindergeburtstage, das Holzklanggerät, der Märchenwald, der Niedrigseilgarten, die Riechorgel, das Streichelgehege, der Summstein und verschiedene Spielplätze.

### Führungen und Arbeitseinsätze des Fördervereins
Der Förderverein wurde am 16. Juli 1992 gegründet. Er ist gemeinnützig und hat die satzungsgemäße Aufgabe, das Wisentgehege zu fördern. Dies geschieht durch freiwillige tätige Mithilfe der Mitglieder in ganz unterschiedlichen Bereichen und durch finanzielle Unterstützung des Wisentgeheges mit dem Mitgliedsbeitrag des Fördervereins, der auch den kostenlosen ganzjährigen Besuch des Wisentgeheges und des Museums im Jagdschloss ermöglicht. Vereinsmitglieder helfen dem Wisentgehege bei der Durchführung von Veranstaltungen und durch Arbeitseinsätze zur Verbesserung des Wisentgeheges. Vereinsmitglieder erhalten die Möglichkeit zur Teilnahme an bestimmten Veranstaltungen und exklusiven Führungen und an einer Lehr- und Informationsfahrt, die einmal im Jahr an einem Wochenende stattfindet. Dem Förderverein gehören 2013 über 1150 Mitglieder an.
Die Vereinshütte an der Köhlerhütte ist in der Saison an Wochenenden und Feiertagen von April bis Oktober durch Vereinsmitglieder besetzt, die Postkarten und Anstecker verkaufen und für Gespräche mit interessierten Besuchern zur Verfügung stehen. An Sonntagen von April bis Oktober bieten Vereinsmitglieder um 10 Uhr am Eingang des Wisentgeheges eine kostenlose ortskundige Begleitung im Wisentgehege an.

## Mitgliedschaften des Wisentgeheges
- DWV (Deutscher-Wildgehege-Verband e. V.). Der Falkenhof ist seit 2013 ebenfalls Mitglied.
- Europäisches Erhaltungszuchtprogramm (EEP) Teilnahme im Europäischen Erhaltungszuchtprogramm für: Przewalskipferd, Schwarzstorch, Vielfraß, Europäischer Nerz, Wisent, Mesopotamisches Damwild.[40]  (Stand: 15. Februar 2010)
- Species 360, früher ISIS (Internationales Arten-Informationssystem)

## Mitarbeit im European Bison Conservation Center (EBCC)
- Das Wisentgehege Springe hat im European Bison Conservation Center (EBCC) die Funktion des EBCC-Regionalbüros Norddeutschland übernommen. Unter seiner Regie läuft 2014 ein dreijähriges Projekt zur genetischen Erfassung sämtlicher ca. 600 Wisente in Deutschland.[41]

## Forschungsprojekte
Die Forschungsschwerpunkte der Universität Osnabrück im Wisentgehege Springe sind:
- Entwurf eines Wisent-Ethogramms auf der Grundlage von Filmanalysen
- Gibt es bei Wisenten in der Gehegehaltung eine sexuelle Segregation?

2005 wurde das Auswilderungsprojekt Neuvrees durchgeführt. In weiteren Forschungen untersuchte die TiHo Hannover Wildpferde auf Befall durch Endoparasiten, und die Universität Göttingen erstellte einen Beitrag zur Entwicklung des Rotwildes im Jugendstadium.
2013 startete die Leibniz Universität Hannover eine Forschungsarbeit zwecks Untersuchung des Biotops der denkmalgeschützten und zum Naturschutzgebiet gehörenden Außenmauer.

## Auszeichnungen
- September 2009: Auszeichnung der European Bison Friends Society (EBFS)[45] für die lange und erfolgreiche Wisentzucht im Wisentgehege Springe.
- Oktober 2013: Auf dem Kongress der European Bison Friends Society (EBFS) im polnischen Czarna wurde der Leiter des Niedersächsischen Forstamtes Saupark Joachim Menzel für seine langjährigen Verdienste um die Wisentforschung ausgezeichnet.[46]